# Coniocompsa indica
Coniocompsa indica är en insektsart som beskrevs av Withycombe 1925. Coniocompsa indica ingår i släktet Coniocompsa och familjen vaxsländor. Inga underarter finns listade i Catalogue of Life.